# روري شو
روري شو (بالإنجليزية: Rory Shaw)‏ هو طبيب بريطاني، ولد في 5 يناير 1954.